# Askham (Nottinghamshire)
Askham est une paroisse civile et un village du Nottinghamshire, en Angleterre.